# Liphyra brassolis
Liphyra brassolis är en fjärilsart som beskrevs av John Obadiah Westwood 1864. Liphyra brassolis ingår i släktet Liphyra och familjen juvelvingar. Inga underarter finns listade i Catalogue of Life.

## Bildgalleri

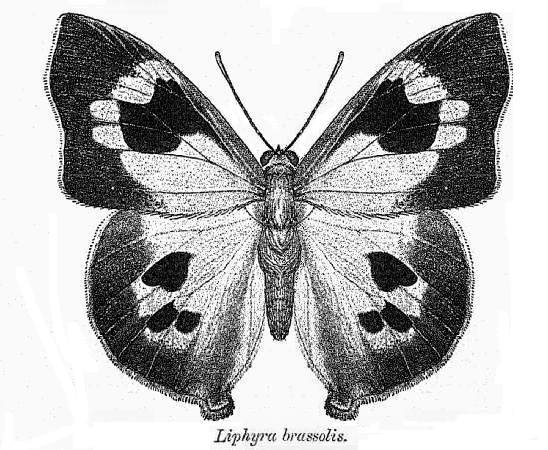